# UCI ProTour de 2010
O UCI ProTour de 2010 foi a sexta edição do sistema UCI ProTour, no qual as equipas UCI ProTeam (primeira categoria) tiveram garantida e obrigada a participação em todas as carreiras com dita denominação de UCI ProTour. Ao igual que no passado ano fez parte do calendário e ranking de carreiras do máximo nível chamado UCI World Calendar (o calendário) e UCI World Ranking (o ranking).
Entre as novidades destacou a inclusão de duas carreiras fora do continente europeu, neste caso clássicas de um dia no Canadá (uma em Quebec e outra em Montreal) continente que se soma assim a ter carreiras ProTour (depois da Europa e Oceania). Novas carreiras, que em certa maneira, substituíram às carreiras desaparecidas da Contrarrelógio por equipas ProTour e Volta à Alemanha cujas últimas edições foram em 2007 e 2008 respectivamente.

## Equipas (18)
Estas equipas tiveram garantida e obrigada a sua participação nas 16 carreiras UCI ProTour e opcional, por convite ainda que com preferência, no resto das 10 carreiras UCI World Calendar. A licença do Lampre-Farnese Vini esteve em dúvida e em princípio não apareceu como equipa ProTour ainda que posteriormente deu-se-lhe uma licença provisória até março, para que pudesse resolver os seus "incumprimento administrativos sérios", problemas que finalmente resolveu. Ainda que a licença provisória não chegou a tempo para que pudessem disputar o Tour Down Under por isso esta equipa participou em 15 carreiras ProTour enquanto o resto o fizeram nas 16.
Com respeito aos equipas da passada temporada entraram as novas equipas criadas nessa mesma temporada do Team Sky e Team RadioShack e saíram as equipas descidas francesas da Cofidis, le Crédit en Ligne e Bbox Bouygues Telecom. Sendo estes as equipas UCI ProTeam 2010:
| Código UCI | Equipa                        | Nº de carreiras do UCI World Calendar nas que participaram |
| ---------- | ----------------------------- | ---------------------------------------------------------- |
| ALM        | Ag2r-La Mondiale              | 26 (todas)                                                 |
| AST        | Astana                        | 25                                                         |
| GCE        | Caisse d'Epargne              | 26 (todas)                                                 |
| EUS        | Euskaltel-Euskadi             | 25                                                         |
| FDJ        | FDJ                           | 25                                                         |
| FOT        | Footon-Servetto               | 19                                                         |
| GRM        | Garmin-Transitions            | 26 (todas)                                                 |
| LAM        | Lampre-Farnese Vini           | 25                                                         |
| LIQ        | Liquigas-Doimo                | 26 (todas)                                                 |
| OLO        | Omega Pharma-Lotto            | 26 (todas)                                                 |
| QST        | Quick Step                    | 26 (todas)                                                 |
| RAB        | Rabobank                      | 26 (todas)                                                 |
| SKY        | Sky Professional Cycling Team | 26 (todas)                                                 |
| THR        | Team HTC-Columbia             | 26 (todas)                                                 |
| KAT        | Team Katusha                  | 26 (todas)                                                 |
| MRM        | Team Milram                   | 25                                                         |
| RSH        | Team RadioShack               | 23                                                         |
| SAX        | Team Saxo Bank                | 26 (todas)                                                 |

Ademais, como vinha sendo habitual, também participaram selecções nacionais (com corredores de equipas dos Circuitos Continentais da UCI ou amadoras) nas carreiras UCI ProTour de países com pouca tradição ciclista que foram o Tour Down Under (selecção chamada UniSA-Australia), a Volta à Polónia (selecção chamada Team Poland Bank BGŻ) e as novas provas canadianas do G. P. Quebec e G. P. Montreal (selecção do Canadá) que só tiveram uma permissão especial para correr nessas carreiras mais especificamente. Essas participações produziram-se sem que os corredores de ditas selecções pudessem aspirar a obter pontuação (nem obviamente essa selecção nem a equipa oficial do corredor). Essas carreiras com essas selecções foram as únicas excepções nas que se permitiu correr a corredores sem passaporte biológico já que algum dos seleccionados não estavam em equipas aderidas a dito passaporte.

## Corridas (16)
Para as Corridas Históricas, veja-se Carreiras Históricas 2010
| Data                  | Carreira                     | Vencedor          | Equipa do vencedor    |
| --------------------- | ---------------------------- | ----------------- | --------------------- |
| 19-24 de janeiro      | Tour Down Under              | André Greipel     | HTC-Columbia          |
| 22-28 de março        | Volta à Catalunha            | Joaquim Rodriguez | Katusha               |
| 28 de março           | Gante-Wevelgem               | Bernhard Eisel    | HTC-Columbia          |
| 4 de abril            | Volta à Flandres             | Fabian Cancellara | Saxo Bank             |
| 5-10 de abril         | Volta ao País Basco          | Chris Horner      | RadioShack            |
| 18 de abril           | Amstel Gold Race             | Philippe Gilbert  | Omega Pharma-Lotto    |
| 27 de abril-5 de maio | Volta à Romandia             | Simon Špilak      | Lampre-Farnese Vini   |
| 6-13 de junho         | Critérium du Dauphiné Libéré | Janez Brajkovič   | RadioShack            |
| 12-20 de junho        | Volta à Suíça                | Fränk Schleck     | Saxo Bank             |
| 31 de julho           | Clássica de San Sebastián    | Luis León Sánchez | Caisse d'Epargne      |
| 2-7 de agosto         | Volta à Polónia              | Daniel Martín     | Garmin-Slipstream     |
| 15 de agosto          | Vattenfall Cyclassics        | Tyler Farrar      | Garmin-Slipstream     |
| 19-24 de agosto       | Eneco Tour                   | Tony Martin       | HTC-Columbia          |
| 22 de agosto          | G. P. Plouay                 | Matthew Goss      | HTC-Columbia          |
| 10 de setembro        | G. P. Quebec                 | Thomas Voeckler   | Bbox Bouygues Telecom |
| 12 de setembro        | G. P. Montreal               | Robert Gesink     | Rabobank              |

## Classificações
Veja-se: Classificações do UCI World Ranking de 2010